# Valmiera
Valmiera er beliggende i Valmieras distrikt i det nordlige Letland og fik byrettigheder i 1323. Byen ligger 107 kilometer nordøst for Letlands hovedstad Riga. Før Letlands selvstændighed i 1918 var byen også kendt på sit tyske navn Wolmar.
Valmiera byder på tre museer, to posthuse, en jernbanestation, en busstation og to hoteller. Gaujafloden løber midt igennem byen. Der er både en lutheransk, katolsk og en ortodoks kirke i byen. I Valmiera ligger også Jānis Daliņš Stadionet opkaldt efter den lettiske kapgænger og olympiske sølvmedaljevinder.
Den endelige form af legenden om Dannebrog skrives af Arild Huitfeldt (Arrild Huitfeld, 1546-1609): Danmarckis Rigis Krønicke (1595-1604, Den Anden Part, s. 184-5). Her lyder det:
| Citat | Denne Seyervinding skal være skeedt ved Volmer / oc der aff skal Byen fangit sit Naffn / oc er kallit Volmer | Citat |
|       | |       |

Med andre ord, jf. Arild Huitfeldt er byen navngivet efter Valdemar Sejr (Valdemar 2.), og gives dette navn fordi det slag, hvor Dannebrog siges at være ophavet til sejren, fandt sted netop her. Arild Huitfeldt kalder Valdemar Sejr for "Konning Voldemar".
På kortet "Karte von Europa, Federzeichnung, um 1570" (Universitätsbibliothek Salzburg, Handzeichnung H 35 (aus dem Wolf-Dietrich-Klebeband 15.846 III)) skrives byens navn "Wolmar".

## Kendte bysbørn
- Adalberts Bubenko – kapgænger og OL-medaljevinder
- Jānis Daliņš – kapgænger og OL-medaljevinder
- Oskars Melbārdis – bobslædekører
- Andris Piebalgs – politiker, diplomat og EU-kommissær
- Māris Štrombergs – BMX-cykelrytter og olympisk mester
- Jāzeps Vītols – komponist